# Rudolf Hrušínský der jüngste

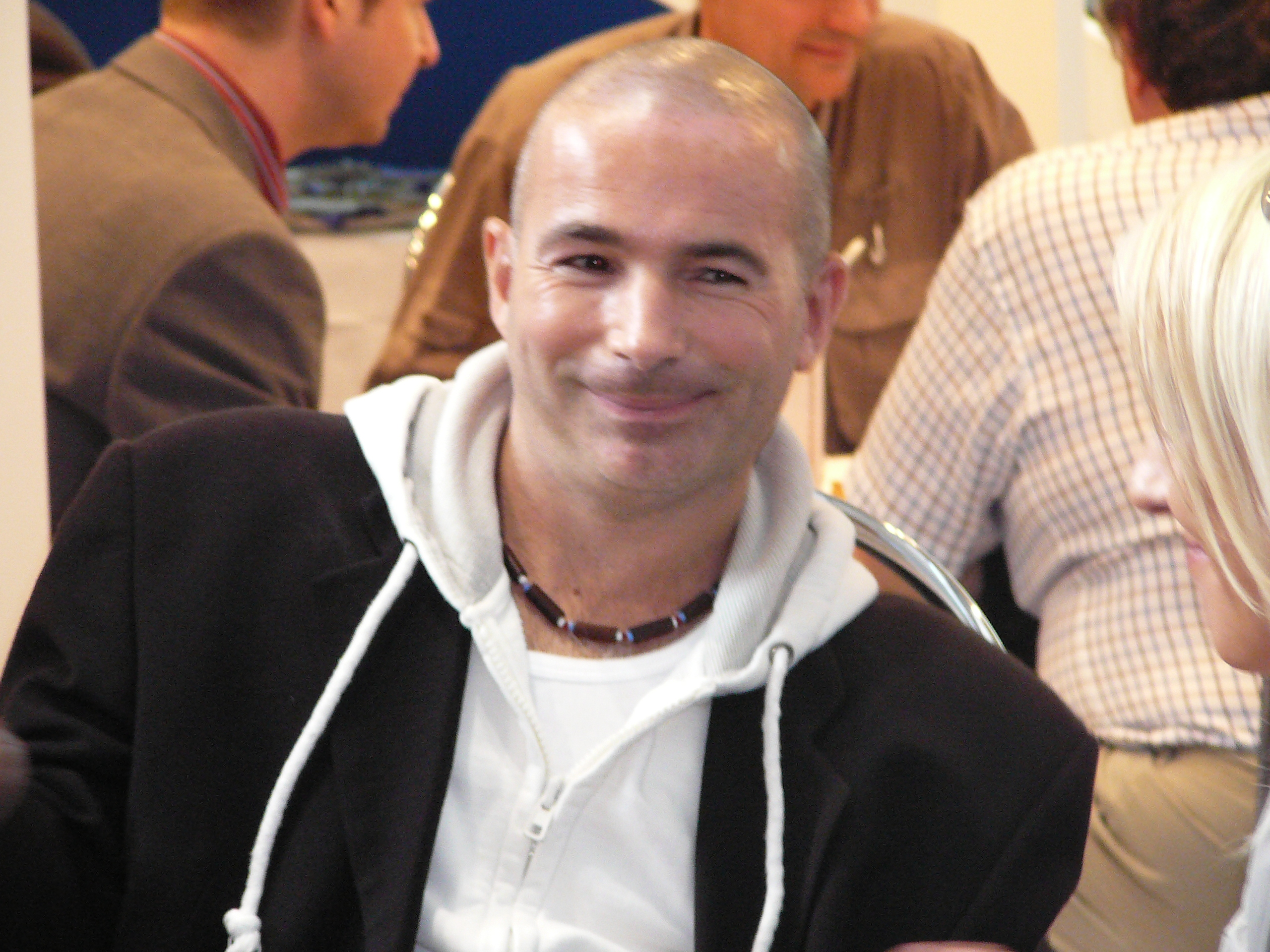
Rudolf Hrušínský der jüngste - bei der Vorstellung des Films Kvaska

Rudolf Hrušínský der jüngste (tschechisch Rudolf Hrušínský nejmladší; * 19. November 1970 in Prag, Tschechoslowakei) ist ein tschechischer Schauspieler und das bislang jüngste männliche Mitglied der berühmten tschechischen Schauspielerdynastie Hrušínský. 
Er stand schon als Kind mit zehn Jahren in Tajemství ďáblovy kapsy (1980) vor der Filmkamera,   gemeinsam mit seinem Großvater Rudolf Hrušínský senior und seinem Onkel Jan Hrušínský. Mit 16 Jahren war er in Jiří Menzels oscarnominierter Komödie Heimat, süße Heimat zu sehen, diesmal neben Rudolf Hrušínský senior und seinem Vater Rudolf Hrušínský junior. Eine Hauptrolle hatte er in den Filmen Discopříběh (1987) und Discopříběh 2 (1991) als Kaminkehrerlehrling Jirka Horáček. Eine weitere Hauptrolle spielte er im Jahr 1993 in der Vampirkomödie Svatba upírů an der Seite der tschechischen Sängerin Iveta Bartošová in einem ihrer wenigen Filmauftritte.
Seit 1990 reduzierte er seine Film- und Theatertätigkeit zusehends und verlegte seinen Lebensmittelpunkt nach Spanien und in die Dominikanische Republik, kehrte aber dazwischen immer wieder nach Tschechien zurück.

## Filmografie (Auswahl)
- 1980: Das Geheimnis der Teufelstasche (Tajemství ďáblovy kapsy)
- 1985: Heimat, süße Heimat (Vesničko má, středisková)
- 1985: Experiment Eva
- 1987: Discopříběh
- 1991: Discopříběh 2
- 1993: Svatba upírů
- 1995: Byl jednou jeden polda
- 1997: Byl jednou jeden polda II. - Major Maisner opět zasahuje!
- 2006: Kvaska
- 2010: Tacho
- 2010: Dotkni se duhy
- 2016: Decibely lásky